# Mamajiwci
Mamajiwci (ukr. Мамаївці) – wieś na Ukrainie, w obwodzie czerniowieckim, w rejonie czerniowieckim, nad Prutem. W 2001 roku liczyła 5818 mieszkańców.
Znajduje tu się przystanek kolejowy Mamajiwci, położony na linii Lwów – Czerniowce.